# متا- تیرآمین
متا- تیرآمین (به انگلیسی: Meta-Tyramine) یک ترکیب شیمیایی با شناسه پاب‌کم ۱۱۴۹۲ است. 